# Herolds Bay
Herolds Bay est un village balnéaire en Afrique du Sud, situé dans la province du Cap-Occidental. Il fut nommé en l'honneur de Tobias Johannes Herold (1788-1857), prédicateur de l'église réformée hollandaise à George de 1812 à 1823.

## Localisation
Herolds Bay est une station balnéaire de la route jardin, située au bord de l'océan indien à 14 km au sud-ouest de George via la route nationale 2 et la R404. 

## Démographie
Selon le recensement de 2011, Herolds Bay compte 704 habitants (61,65% de blancs, 33,81% de coloureds et 2,70% de noirs). 
L'afrikaans est la première langue maternelle de la population locale (89,53%) devant l'anglais sud-africain (9,59%).

## Historique

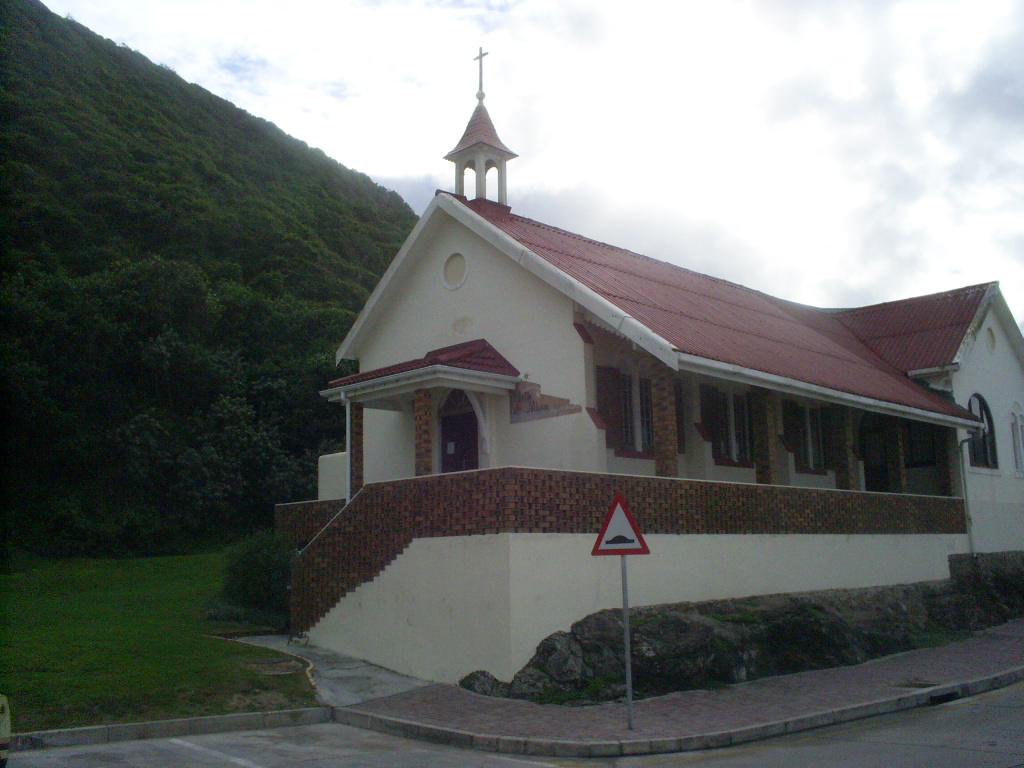
Chapelle catholique Stella Maris (1933)

Herolds Bay a été édifié sur le domaine foncier de la ferme Brakfontein et d'abord appelée Sandstrand (Sandy Beach). 
La première résidence de vacances, construite en 1895, lança le développement de la villégiature. La première route menant à Herolds bay fut ainsi construite en 1911 et la première route goudronnée achevée en 1958.

## Tourisme
La baie d'Herold est une station balnéaire historiquement réputée comme destination de vacances pour les résidents de George et des régions environnantes ainsi pour ses deux parcours de golf de Fancourt et Oubaai. La baie est également fréquentée saisonnièrement par les dauphins et les baleines.